# Elle Decoration
Elle Decoration este o revistă de design interior și decorațiuni lansată în anul 1987 în Franța.
Revista a fost lansată și în România, de grupul Edipresse AS România, în septembrie 2007, sub licența Hachette Filipacchi Médias, aceasta fiind a 23-a ediție internațională a revistei.
Publicul țintă al revistei îl constituie femeile și bărbații cu vârste cuprinse între 25 și 49 de ani, cu un stil de viață activ, modern și sofisticat, cu rezidență urbană, studii superioare și venituri mari.